# Scopula obliterata
Scopula obliterata är en fjärilsart som beskrevs av W. Warren 1902. Scopula obliterata ingår i släktet Scopula och familjen mätare. Inga underarter finns listade.